# さかあがりハリケーン 〜LET'S PILE UP OUR SCHOOL!〜
『さかあがりハリケーン』（さかあがりハリケーン、副タイトルはLET'S PILE UP OUR SCHOOL!!(レッツ パイル アップ アワー スクール)）は、戯画より2008年11月28日に発売されたWindows用18禁アドベンチャーゲーム。
コンシューマへの移植が決定し、アルケミストより2011年にPlayStation Portable版『さかあがりハリケーン Portable』が発売された。また、エンターグラムより2016年10月27日にPlayStation Vita版が発売され、2021年10月28日にはPlayStation 4/Nintendo Switch版が発売。

## システム
アドベンチャーゲームである本作は、共通ルートであるAct.1と個別ルートへ分岐するAct.2が存在する。
これらの選択肢はストーリーの途中ではなく、ストーリーの切れ目となる部分にて各ヒロインとのエピソードという形で用意されている。
PSP版では、Act.1内に追加ヒロイン・凛のルートへと進む選択肢が存在する。

## あらすじ
「その方がきっと面白いから」という言葉を信条に行動している皆川巧は、厳しい教育で有名な戯叡山学園に色々な問題行動を起こして退学処分を受け、地元へ戻ってきていた。その後、幼なじみの守永ゆかりが通っている武月学園へ編入するが、そこで巧は成り行きからクラス委員になってしまう。始めは問題行動を起こさずにクラスに設置されていた目安箱の中に入っている悩みや相談事を解決するだけだった。だが、「この場所を、楽しくして欲しい」という一通の手紙が巧の心を動かした。
進学校であるこの学園には体育祭はもちろん学園祭すらも存在しないことを知った巧は、持ち前の行動力からこの学園を楽しくするために周りを巻き込みながら行動を起こし、無色透明な学園生活に嵐を巻き起こす。

## 登場人物
※声は、PC版 / コンシューマー版の順。

### メインキャラクター
皆川 巧（みながわ たくみ）
声：なし
本作の主人公。武月学園2年生。以前は厳しい教育で有名な神道系の男子校、戯叡山学園の寮で生活していたが、度重なる問題行動により退学処分を受け地元へ戻ってきた。その後は大人しく生活していたが、この学園を楽しくするために学園祭を起こそうとする。そのため、学園祭実行委員の委員長として色々と行動を起こすようになる。
友達のためを思って校則を変えたり、横暴な先生を懲らしめるなど周りの生徒から人気は高かった。だが、正面からの抗議や生徒会に入って意見を言ったりとか正攻法は絶対にせず、材料を完璧にそろえて有無を言わさず物事を押し通す用意周到さと実行力から、学校側からは激しく敵視されていた。自分を中心にしてひたすら暴れ周り周囲を完全に巻き込んでいく『台風（ハリケーン）』と呼ばれている。
実家が武月神社の跡取り息子で第三十七代目暫定候補でもある。母親は幼い頃に他界し、現在は父親と二人で生活している。だが、家事などはできないため、食生活は守永家に頼りきりにしている。武月学園に来てからは、品行方正を振舞わせるために入学早々クラス委員長に任命されている。彼を動かすきっかけとなった目安箱は、本来は誰も気を止めるような存在ではなかったが、誰もがやらなかった事を率先して行うことを好み、クラス委員長の仕事として積極的に目安箱の内容を確認している。
勉強もそこそこできるが運動はあまり得意では無い。特技は意外にも小さい頃に母親の影響でヴァイオリンを弾くことができる。問題行動をよく起こしているが、基本的には真っ直ぐな性格で純粋にみんなを楽しませたいと言う気持ちは強く、困った人間にはすぐに肩入れする。だが、夢中になると周りが見えなくなることもよくあり、暴走する事も多々ある。また、女性関連に関しては非常に鈍感で、みんなを呆れさせる事も多い。基本的に周りを巻き込んで騒ぎを起こす性格は母親似だが、大切な人物に対して過保護なぐらいに心配するところは父親似である。
綾瀬 奈都希（あやせ なつき）
声：伊野美由紀 / 同左
身長：148cm　B 75 / W 50 / H 82
巧のクラスの副クラス委員長および、この学園の生徒会副会長。転校前日に小銭を落とした時に巧は彼女と知り合っており、彼女もまた巧に愛想よく話しかけていた。だが、自分が目指していたクラス委員長の座を巧に一瞬で奪われてしまった事、さらにはゆかりといがみ合っていることから、一方的に巧のことを敵視すようになる。だが、巧の学園を楽しくする行動に触れていくにつれ、徐々に巧の考えを理解し親しみやすくなる。
律儀で面倒見がよく責任感がある人物だが、猪突猛進で先走りし過ぎることが多く早とちりでそそっかしいため、他の生徒会メンバーからフォローされることが多い。その性格は彼女が授業中取っているノートにも現れており、語句がシャッフルされていて理解が難しい状況になっている。生徒会長であるゆかりの事を尊敬しており、ゆかりのために色々とサポートをする。だが、時折先走ってしまう行動により、ゆかりに愛の鞭としてデコピンを受けることもある。成績もあまりよくなく運動神経も高いとはいえないが、かなりの努力家であり人が見えないところで頑張っている姿も見られる。自分の身長が小さい事を気にしている。
母親はこの学園の理事長で厳しい人物で何でもできる人物だったため、自分のことを出来が悪い人間だと自覚した上で一人で背負い込もうとする。そのため、誰かに頼りたい気持ちは一段と強いが、頼れる人物がいないため頑張りすぎて倒れてしまう事もあった。
守永 ゆかり（もりなが ゆかり）
声：風音 / 同左
身長：159cm　B 90 / W 53 / H 88
巧の幼なじみで武月学園生徒会長。巧とは誕生日は1ヶ月しか離れていないが、早生まれのため1学年上で3年生。巧が戯叡山学園を退学処分を受けたことをきっかけに、彼女がいる学園で巧の問題行動を直そうとする。だが、巧の学園を楽しくする行動により、保守的で変革を認めない生徒会長として対立する事になる。
お節介だが真面目でしっかりした人物、巧にお姉さんっぽく振る舞い気にかけている。巧の家でまともに料理ができる人物がいないため、皆川家の食卓は彼女や彼女の母親に頼りきりになっている。また、巧がいない間に武月神社で巫女のバイトをしており、武月神社ではなくてはならない存在となっている。来年には受験を控えているため、準備期間を多く持ち、陰ながら勉強をがんばっている。また、全国模試でもなかなかの成績を収めているらしい。学園では生徒会長として面倒見のいい性格から同級生や下級生に慕われており、格好いい上級生として憧れの対象となっている。立場的に巧と対立しているが、公私の区別を付けており、学園内の問題と自宅での問題を分けているため、対立している最中でも普通に接してくれる。また、巧が起こした問題を陰ながら尻拭いする場面もある。
どこにいる時にも常にプラスチックバットを持ち歩いており、巧が掃除などをサボったり、日常的に問題を起こした時にそのプラスチックバットで尻を叩いている。本人曰く教育的指導だが、巧からはゆかり教育として恐れられている。なお、プラスチックバットなのに威力が高いらしく、何故こんな力が出ているか謎とされている。
深咲 涼（みさき りょう）
声：遠山枝里子 / 同左
身長：160cm　B 87 / W 52 / H 86
巧のクラスメート。巧が転入する前日に知り合い、その時は気軽に話しかけてきたが、巧が友人がいると話した途端、急に巧にも壁を作り話さなくなってしまう。その後も巧は彼女を巻き込みながら行動していき、徐々に打ち解けていく。
寡黙でクールで冷静な口調で話すが、かなり性格がひねくれており、巧が積極的に話しかけると関わろうとせず、逆に巧が離れようとすると彼女から関わろうとする。また、やられたら必ずそれ相応の報復を行ったり、冷静な口調とは裏腹にいたずら好きで巧を騙そうとしたり、誰もいないところで普段の姿からは考えられないようなお茶目な一面も見せている。学園祭実行委員では巧によって無理やり副委員長とされていて、参謀役として的確なアドバイスを送る事もある。成績優秀でスポーツ万能。だが、周囲とは関わろうとしないため常に一人でおり、放課後になったら学園の屋上でナンバープレース本を解いている。
実は一年留年しており、ゆかりとは親友同士で中学時代は共に生徒会に入っていた。本来は責任感が強く社交的でとっても明るい性格をしており、最初に巧と気兼ねなく話せたときの彼女の姿が本当の彼女である。だが、中学の時に学園祭を盛り上げる彼女と、変化を起こさないようにするゆかりと言い争いになり、学園祭の最後にある事故から完全にゆかりとの絆が無くなってしまった。互いに時間も経ち、彼女もゆかりもお互い仲直りをしたいと思っているのだが、きっかけとなる出来事がなく仲直りできないでいる。
大澤 柚（おおさわ ゆず）
声：涼宮琉那 / 同左
身長：153cm　B 77 / W 48 / H 77
巧のクラスメート。巧の転校初日に遅刻しそうになっている時に出会い、最初は気まずかったがすぐに打ち解ける。その後も、委員長の仕事を手伝ってもらったり、学園祭実行委員の最初のメンバーとして巧とよく行動するようになる。
内気で天然が入った大人しめな少女。基本的には頑張り屋で奉仕精神が高いが、要領が悪く上がり症なところを気にしている。家族などの安心した人たちでないと緊張して言葉を噛む事が多い。最初に巧と出会ったときも緊張して言葉を噛んでしまい、自分の名前を「ゆじゅでじゅ」と言ったこともある。裏表もない愛情を巧に向けるハルとは最初はギクシャクしていたが、ある時期をきっかけに親友となり、「ハルる」と呼ぶようになる。食パンが好きで、昼ごはんのときでも食パンだけの日もある。食パンを作っているメーカーにもこだわりがあり、今一番のお勧めはマキシマの食パンである。また、暇だからと言う理由で地図帳を眺めて東日本の鉄道路線図を全部暗記し、駅名を知っているといった意外な特技もある。武月ヶ丘には進学のタイミングで引っ越してきたため、当時の地元で問題行動を起こしていた巧や泰徳たちのことは知らなかった。
楠 ハル（くすのき ハル）
声：花坂紅葉 / 同左
身長：157cm　B 83 / W 53 / H 84
巧がまだ戯叡山学園にいた頃に知り合った少女。その頃はまだお互いに名前を知らず、彼女は巧と『ダーリン』呼び、巧は彼女を『ジュリエット』と呼び合っていた。学園を抜け出しては巧とよく遊んでいたが、巧が地元に戻りいなくなると、巧のいる地元まで追っかけてきた。その際、OPムービーが入るかと思いきや彼女が登場したことで巻き戻されるというフェイントがかかる。その後も巧とは隣のクラスに編入し、巧が立ち上げた学園祭実行委員として参加する。
明るく元気一杯でノリが軽く、巧から異性と言うよりも同性の友人のように付き合っている。再会した後は巧は彼女の事を名前で呼ぶようになるが、彼女は巧をいまだにダーリンと呼び続け、裏表もない好意を巧に見せている。柚とは最初はギクシャクしていたが、ある時期をきっかけに親友となり、「ゆずっち」と呼ぶようになる。カトリック系の女子校に通っていたため、シスターの真似事はできるものの、誓願はしていなかったため見習い止まりである。キャラに似合わず勉強の出来は良く、様々な技能に特化し、博識でマニアックとも思える知識も豊富なため、ハイスペックと称される。
元々は孤児で、教会の運営する孤児院の前に捨てられていた過去がある。武月学園には特待生と言う立場で系列の学園に編入した事になっており、保護者は武月学園の校長である光となっている。現在は商店街のファミリーレストランでウェイトレスのバイトをしながら、自活できる環境で生活をしている。元々は今のように明るい性格ではなかったが、たまたま学園を抜け出した時に、同じように学園を抜け出してきた巧と出会い、その自由な生き様に憧れ、今のような性格になったらしい。この性格から商店街のアイドル的存在であり、バイト先のファミレスには商店街のおっさん連中がこぞって予算を削ってまで押しかける。商店街からおっさん達がいなくなるその様は「おっさん集団神隠し」とまで呼ばれた。また、巧の母親の沙祐美と性格がよく似ているらしく、皆川親子は揃って沙祐美の事を思い出している。
なお、ハルのシナリオはコンシューマー化するにはあまりにも内容が不適切だったため、新たに書き直されている。
綺羅 凛（きら りん）
声：なし / 加藤英美里
コンシューマー版の追加ヒロイン。
ヤスの妹。
元ロック歌手である母親がヤスと父が原因で家を出たという思い込みから、家族を嫌っている。母が家を出た本当の理由は武相寺をロックで再興出来ないかと考えて世界中を回っている為であり、別にヤスたちが原因ではないものの、ヤスも父もそれで凛が元気になればと思ってあえて嫌われ役を買っている。母親のように歌が上手いが、家族の事があるので人前ではあまり歌いたがらない。
兄の友人である巧をヤスと同類と見ていたことから、当初は学園祭実行準備委員会を敵視していたものの、誤解が解けた後は学園祭実行準備委員会に入る。

### サブキャラクター
榎本 めぐる（えのもと めぐる）
声：水無月ふたご / 同左
生徒会役員の一人。愛称は「グリ」。のんびりして間延びしたしゃべり方をするのが特徴。巧には腹黒そうだと思われているが、本人は否定している。だが、悪女の真似をしただけで似合っていると言われた事がある。
神楽 富美（かぐら ふみ）
声：戸沼ゆず / 同左
生徒会役員の一人。愛称は「グラ」。奈都希がドジをやるたびに皮肉を言うが、陰ながら奈都希を支えている。巧からは冷淡っぽく、素でひどいことを言いそうだと言われている。
綺羅 泰徳（きら やすのり）
声：星光明 / 同左
巧とゆかりの幼なじみ。武相寺の跡取り息子。中学までは巧と共に問題行動を起こしていたが、巧が地元に戻ってきた頃は隣の県の離れ小島にある全寮制の男子校にいた。だが、巧が行動を起こすために彼の力が必要となり、武月学園で女の子が選り取り見取りという言葉を真に受け、通っていた男子校を脱走し武月学園に編入してきたが、勉強には付いていけずにいる。
自分のことを『キラ』と呼ばせたいらしいが、いつも巧のせいで『ヤス』というあだ名になり、「犯人はヤス」というネタもたびたび使われている。顔は母親似で不細工ではないものの、発言の半分に卑猥な言葉が混じることから、女の子に嫌われている。巧と同様にデリカシーがなく、巧といると大問題にまで発展すると言われている時があるが、たまに巧のストッパーにもなる。時々、袈裟を着用する事があり街中で般若心経を唱える事があるが、最初と最後の節を読むだけで全く覚えていない。子供達から妙に慕われている。
菅原 歩（すがわら あゆむ）
声：桜城ちか / -
ゆかりの友人で、常に白衣を着用している。科学部部長であり風紀委員長を務めている。対外的には成績優秀・品行方正であるが、女性にしか興味が無く、女性に対してセクハラまがいな実験を行ったり兵器で尻を触るなどの奇行をとる。科学部の部室になっている化学〔ママ〕準備室には彼女が製作した物が置いてあり、電波をジャックするものや、携帯電話のアンテナを妨害する装置まである。目的に利害が一致したら快く協力してくれる。また、他の人間を呼ぶ時は、必ず相手が理解しづらい名前で呼び、相手が由来を聞いて落ち込むこともある。
安野 加代（あんの かよ）
声：美土里 / -
巧のクラスの担任。とぼけた雰囲気のある若い女性教師。生徒よりも下手をすれば若く見られるが、いまだに彼氏を持った事がない。授業の時に生徒を当てる法則に規則性がない。巧たちが行おうとする改革を口には出さないものの応援はしている。地元から出馬した西村と言う議員候補と同級生らしい。
皆川 吟次（みながわ ぎんじ）
声：馬並硬太 / -
武月神社の神主であり巧の父親。破戒僧か山伏を思わせる大柄な体格をしており、額に十字傷が付いている。見た目とは裏腹に真面目な人物で、頭が堅く、巧が問題を起こすたびに頭を抱えている。巧とは食事中に口喧嘩をすることがあるが、すぐに不毛な戦いだと言ってやめてしまう。また、酒をよく飲んで上機嫌になるが、酔いつぶれて眠ってしまう事もある。厳格な人物だが、巧と彼女になった女の子に「お父さん」と言われると、一瞬でその女の子に甘くなってしまう。
武月学園の20年ぐらい前のOBであり、その時に妻である沙祐美と知り合っている。さらに沙祐美を妊娠させてしまい、事実上できちゃった結婚をしてしまい、今でもその事は巧に話さないようにしている。
津島 光 （つしま ひかり）
声：野々村紗夜 / -
武月学園校長。冷静沈着な女性で、巧が学園祭をやろうとしているのを中立の立場で応援している。彼女も武月学園のOGであり、吟次たちと顔なじみで今でも顔を合わせる。元々悪ガキだった吟次と金太郎は彼女に顔が上がらない。また、沙祐美とは親友同士であり、彼女が妊娠した時も彼女に説教したりと本気で心配していた事を語っている。いまだに独身であり、お見合いなどの話題も苦手としている。
綺羅 金太郎（きら きんたろう）
声：滝沢アツヤ / -
武相寺の住職でありヤスの父親。吟次たちと同様に武月学園のOBであり顔なじみ。吟次からは「金の字」と呼ばれている。風貌も破戒僧のように見える。吟次とのやり取りが今でもふざけあうような仲で、殴り合って病院に担ぎ込まれた事もある。性格は泰徳と同じくナンパ好きで、保護者面談の時に加代にナンパしようとした。吟次同様にバカ息子である泰徳に振り回されており、息子の説教にストッパーが聞かなくなることも多々ある。
妻とは日本中を追っかけて結婚した経緯がある。
守永 知美（もりなが ともみ）
声：Yuki-Lin / -
ゆかりの母親。沙祐美とは武月学園の後輩であり妹分だったため、今でもその関係で皆川家に料理を作ってくれる。のほほんとした落ち着いた女性。男勝りに育ったゆかりに困っている。なお、沙祐美が変革を起こそうとした時には彼女はすでに卒業しており、一緒に参加したかったと話している。
綾瀬 夏美（あやせ なつみ）
声：香澄りょう / -
武月学園の理事長であり奈都希の母親。前理事長の綾瀬文次郎の娘。この地域一帯を支配しているノザワグループの代表職。基本的には学園の事に関与しないが、学園の生活で問題が発生すると直接関与する。教育熱心で厳しい人物で、巧のする事を真っ向から否定し学園祭の企画を潰そうとする。堅い人物で娘の奈都希ともあまり関わろうとしないが、奈都希のことを大事に思っている。彼女も武月学園のOGであり、当時は生徒会長を務めていた。当時は沙祐美の学園祭を行うことに賛成だったが、直前になって急遽取りやめてしまい、友人になれた人たちと決別している。
石橋 泰山（いしばし たいざん）
声：中里圭太 / -
武月学園の前校長。現在は理事を務めており、暇があれば視察と言う理由で頻繁に学園に現れる。視力1.5で16000HZの音も聞こえるほど元気で、年寄り扱いされるのを嫌う。
ユミ先輩（ゆみ-）
声：野々村紗夜 / -
巧が落ち込んでいる時に急に話しかけてきた先輩。ノリが軽くハイテンションで会話を畳み掛けてくるため、そのノリは巧にも勝てずペースを持ってかれ押し切られてしまう。会話の中に妙にエロコントを振ってきて、泰徳と同レベルの下品だと言われている。巧と同様に面白くないものを嫌い、同じような思考もしているが巧よりも一枚も二枚も上手。巧の事を「たっくん」と呼ぶ。
その正体は巧の母である沙祐美の武月学園にいた時の姿。
皆川 沙祐美（みながわ さゆみ）
声：野々村紗夜 / -
巧の母親。巧が幼い頃に若くして他界しており、巧も彼女の事をあまり覚えていない。当時の話では、巧と同様にその方が楽しいからと言う理由で武月学園で学園祭を開こうとしたりと問題行動を起こしており、石橋前校長も印象に残った教え子として上げられている。吟次とできちゃった結婚をしており、実家とは勘当されている。
旧姓は「綾瀬」。理事長である夏美とは姉妹であり、巧と奈都希は従兄妹の関係になる。

## スタッフ
- シナリオ：木緒なち、陸奥竜介
- 原画：ねこにゃん
- ムービー：神月社
- オープニングテーマ「pile up HURRICANE!」
  - 歌：中川春菜
  - 作詞：ayachi
  - 作曲・編曲：藤田淳平
- エンディングテーマ「明日へ踏み出す僕らの詩」
  - 作詞・作曲・歌：片霧烈火
  - 編曲：橋本鏡也
- PSP/Vita版オープニングテーマ「恋のRock'n Roll Beat」
  - 歌：綺羅凛（加藤英美里）
  - 作詞：未海
  - 作曲・編曲：A-CHAP
- PSP/Vita版エンディングテーマ「愛はこんな光」
  - 歌：綺羅凛（加藤英美里）
  - 作曲・編曲：A-CHAP

## ふろあがりハリケーンでスカイ?セット
2009年9月25日にソフマップ限定発売のセット。さかあがりハリケーンのキャラ、ゆかり・涼・柚による横スクロールシューティングゲーム『スパイラルハリケーン』、ゆかり・涼・柚メインのドラマCD『ハリケーン、後の祭』、『BALDR SKY Dive2』マキシCD、おっぱいスポンジ、シャワーカーテンのセット。
- ディレクション・シナリオ：雪仁
- プログラム：D.N.A.Softwares
- 原画：鈴弥ねね（Armonica）、蒼居観月、プリンプリン

## 評価
ゲームのニュースサイト・GamerのライターTOKENはPSP版の共通ルートの展開の完成度の高さを評価しており、強く感情移入することが出来たと述べている。